# Campionato italiano di hockey su pista 1926
Il Campionato italiano 1926 è stato la 5ª edizione del torneo di primo livello del campionato italiano di hockey su pista.
Lo scudetto è stato conquistato dalla Triestina per la seconda volta nella sua storia.

## Stagione

### Formula
La competizione fu strutturata su un girone unico all'italiana con gare di sola andata tra le tre squadre partecipanti.

### Avvenimenti
La quinta edizione del campionato italiano di hockey su pista vide la riduzione delle squadre partecipanti che passarono da cinque a tre. Risultarono iscritte al torneo il Milan, il Sempione e i campioni in carica della Triestina. Al termine del campionato si aggiudicò nuovamente il titolo di campione d'Italia la Triestina per la seconda volta consecutiva.

## Squadre partecipanti
| Club      | Stagione | Città   |
| --------- | -------- | ------- |
| Milan     | dettagli | Milano  |
| Sempione  | dettagli | Milano  |
| Triestina | dettagli | Trieste |

## Classifica finale
|  | Pos. | Squadra   | Pt | G | V | N | P | GF | GS | DR |
|  | ---- | --------- | -- | - | - | - | - | -- | -- | -- |
|  | 1.   | Triestina | ?  |   |   |   |   |    |    |    |
|  | 2.   | Milan     | ?  |   |   |   |   |    |    |    |
|  | 3.   | Sempione  | ?  |   |   |   |   |    |    |    |

Legenda:
      Campione d'Italia.
Note:
Due punti a vittoria, uno a pareggio, zero a sconfitta.

## Risultati
| 1926 | Milan | ? – ? | Sempione |  |

| 1926 | Milan | ? – ? | Triestina |  |

| 1926 | Triestina | ? – ? | Sempione |  |

## Verdetti
| Verdetto               | Club                  |
| ---------------------- | --------------------- |
| Campione d'Italia 1926 | Triestina (2º titolo) |

### Squadra campione
| N° | Naz.              | Ruolo | Sportivo        |  |  |  |
| -- | ----------------- | ----- | --------------- |  |  |  |
|    | Italia (bandiera) | E     | Luigi Canal     |  |  |  |
|    | Italia (bandiera) | E     | Mario Cergol    |  |  |  |
|    | Italia (bandiera) | E     | Gino De Santi   |  |  |  |
|    | Italia (bandiera) | E     | Vittorio Dorigo |  |  |  |
|    | Italia (bandiera) | P     | Ares Pecorari   |  |  |  |
|    | Italia (bandiera) | E     | Aldo Orlandi    |  |  |  |

- Allenatore:  Edoardo Germogli